# Cosa sai della notte
Cosa sai della notte è un romanzo della scrittrice e musicista italiana Grazia Verasani pubblicato nel 2012. È il quarto libro dove compare il personaggio di Giorgia Cantini.

## Trama
Giorgia quarantenne investigatrice privata di Bologna si occupa di piccole indagini, soprattutto squallidi tradimenti, ma stavolta deve affrontare il caso di un trentenne omosessuale ucciso tre anni prima. Indagando nell'ambiente gay si calerà in una serie di storie sordide e elevati atti d'amore. 

## Edizioni
- Grazia Verasani, Cosa sai della notte, Milano, Feltrinelli, 2012,  p. 223, ISBN 978-88-07-01912-8.